# Tivoli (Paris)
 (septembre 2021).
Pour les articles homonymes, voir Tivoli (homonymie).
Ne doit pas être confondu avec Tivoli-Vauxhall de Paris.
Le Tivoli est un parc de loisirs, aujourd'hui disparu, établi successivement durant son activité, de 1730 à 1842, dans différents emplacements de l'actuel quartier Saint-Georges dans le 9e arrondissement de Paris. Il est à cette époque un lieu d'agrément et de libertinage.

## La Folie-Boutin ou Grand Tivoli

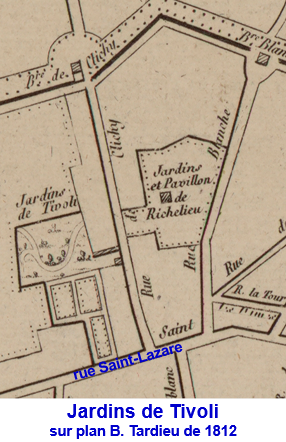
Jardins de Tivoli en 1812.

En 1766, Simon-Charles Boutin, fils de Simon Boutin, receveur général des finances de Tours, aménage un vaste jardin, dont l'entrée se situe alors entre les nos 66 et 110 de la rue Saint-Lazare, qu'il baptise Tivoli en référence aux célèbres jardins de la ville italienne de Tivoli et en particulier à celui de la villa d'Este (XVIe siècle). Il y fait édifier plusieurs folies et parsème le terrain de rochers et fausses ruines.
Une seconde entrée est pratiquée au no 27 de la rue de Clichy. Un club contre-révolutionnaire, dit « club de Clichy », occupe ce pavillon de 1796 à 1797. Après la déportation de la plupart des « clichiens », le banquier Hainguerlot puis la légation d'Espagne s'y installent.
Le jardin devient rapidement le lieu de villégiature et de divertissement préféré de la bonne société parisienne. Il ferme temporairement en 1810 pour se transporter en face, sur l'emplacement plus modeste de la Folie-Richelieu, puis rouvre encore plus somptueux en 1812 sous le nom de « Grand Tivoli » (comparativement à la Folie-Richelieu), avec différentes attractions comme des montagnes russes, une grande roue, etc. Le maître-artificier Ruggieri y organise de grands spectacles pyrotechniques. Il ferme définitivement le 7 juin 1825 pour réapparaître au no 88 rue de Clichy (voir ci-dessous le paragraphe concernant le Nouveau-Tivoli). À son emplacement est édifiée la partie orientale d'un nouveau lotissement qui va donner son nom, plus à l'ouest, au quartier de l'Europe.

## La Folie-Richelieu ou second Tivoli
Le maréchal de Richelieu fait construire en 1730 la Folie-Richelieu pour ses divertissements personnels, entre les nos 18 et 38 de la rue de Clichy. Ses jardins s'étendent jusqu'à la rue Blanche. Il s'y tient des réunions assez osées, tels ces repas dont les participants sont nus, servis dans un pavillon isolé au milieu d'un parc arboré. Louis XV vient y souper avec Madame de Pompadour. Le maréchal la conserve jusqu'en 1765.
Sous le Directoire, la Folie-Richelieu devient la propriété d'une Merveilleuse réputée, Fortunée Hamelin, belle et spirituelle Créole, déesse de la valse, dont les banquiers Ouvrard et Perrégaux sont les plus fervents adorateurs.
De 1810 à 1812, elle abrite le parc d'attractions du Tivoli, chassé de la Folie-Boutin. Elle passe ensuite de mains en mains. La rue Moncey est percée en 1842, à la limite nord de ses dépendances. L'église de la Sainte-Trinité y est édifiée en 1851 pour être déplacée en 1861 quelques centaines de mètres plus bas. Un « hall de loisirs » est ensuite installé avec, entre autres, un « skating » (grande piste pour patins à roulettes). En 1880, une partie de l'établissement est aménagée en salle de spectacles : le Palace-Théâtre. La patinoire, dont l'accès se fait désormais par la rue Blanche, est à son tour démolie pour faire place au Nouveau-Théâtre, futur théâtre de Paris.
Le Palace-Théâtre devient quant à lui le Casino de Paris. Le music-hall de l'Apollo est construit au no 20.

## La Folie-Bouxière ou Nouveau-Tivoli
Le pavillon La Bouëxière est construit au no 88 de la rue de Clichy vers 1760 pour M. de la Bouxière, fermier général. Véritable Petit Trianon, avec ses jardins, son parc, ses charmilles, il devint en 1826 le « Nouveau-Tivoli », troisième du nom. Parc d'attractions, où se pratique notamment le tir aux pigeons, importé d'Angleterre en 1831 : en dix ans y sont tués plus de trois cent mille pigeons. Il disparaît en 1842 en raison du percement des rues Ballu, de Bruxelles, de Calais, de Vintimille, de Douai, de la place Adolphe-Max et du square Hector-Berlioz.

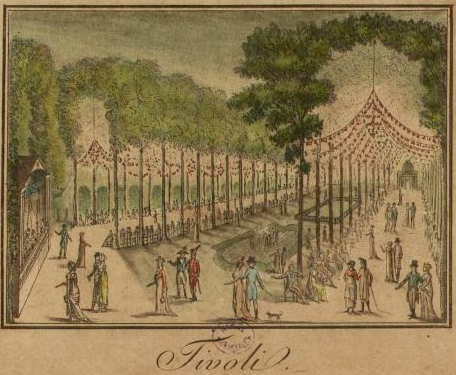
Jardins de Tivoli.
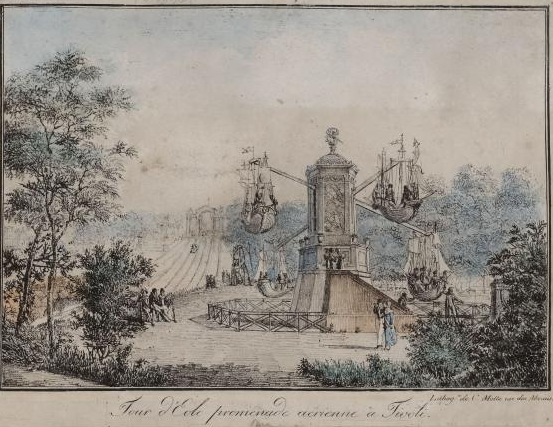
Tour d'éole Tivoli.
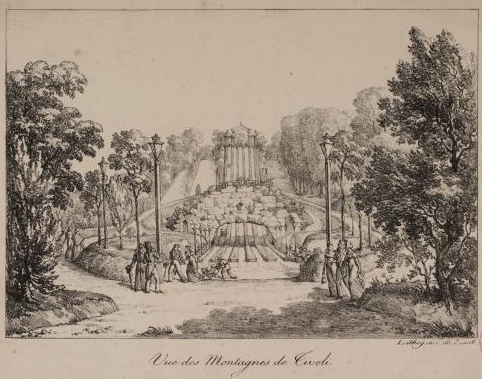
Montagnes russes de Tivoli en 1818.